# 尤拉伊·格羅斯
尤拉伊·格羅斯（1923年1月23日—2008年3月21日），英文名喬治·格羅斯，是一名出生於斯洛伐克的加拿大體育記者，曾先後供職於《多倫多電訊報》和《多倫多太陽報》，並獲得1974年加拿大全國報業獎。